# 2000年夏季奥林匹克运动会游泳比赛—女子200米蝶泳
2000年夏季奥林匹克运动会女子200米蝶泳比赛的决赛于2000年9月19日在澳大利亚悉尼举行。最终，美国游泳运动员米丝蒂·海曼获得了此项比赛的冠军。

## 成绩
| 名次 | 运动员              | 成绩    |
| ---- | ------------------- | ------- |
|      | 米丝蒂·海曼（美国） | 2:05.88 |
|      | 苏茜·奥尼尔（）     | 2:06.58 |
|      | 彼得里娅·托马斯（） | 2:07.12 |